# Trézilidé
Trézilidé is een gemeente in het Franse departement Finistère (regio Bretagne) en telt 378 inwoners (2016). De plaats maakt deel uit van het arrondissement Morlaix.

## Geografie
De oppervlakte van Trézilidé bedraagt 4,6 km², de bevolkingsdichtheid is 48,7 inwoners per km².
De onderstaande kaart toont de ligging van Trézilidé met de belangrijkste infrastructuur en aangrenzende gemeenten.

## Demografie
Onderstaande figuur toont het verloop van het inwonertal (bron: INSEE-tellingen).
1. ↑  Populations de référence 2022.